# Радченко Олександр Борисович
Олександр Борисович Радченко (19 липня 1976, Жданов (нині Маріуполь), Донецька область, УРСР — 7 лютого 2023) — колишній український футболіст, захисник, відомий виступами у складі київського «Динамо», дніпровського «Дніпра», а також національної збірної України. Майстер спорту міжнародного класу України (2005).

## Клубна кар'єра
Вихованець маріупольського футболу. На дорослому рівні дебютував 1993 року у складі місцевого «Азовця», який за два роки було перейменовано на «Металург» (Маріуполь).
1997 року молодого захисника помітили скаути київського «Динамо» і сезон 1997-98 він розпочав вже у складі столичного клубу. У своєму дебютному сезоні у Києві досить часто виходив на поле у складі головної команди «Динамо», однак вже через рік практично перестав залучатися до матчів «основи» та грав здебільшого за другу команду клубу.
Сезон 2001-02 провів в оренді в ужгородському «Закарпатті», повернувшись з якої знову не зміг вибороти місце в головній команді «Динамо» та за пів року перейшов до дніпровського «Дніпра». У новій команді відразу став одним з основних захисників і саме роки, проведені у Дніпропетровську, стали найвдалішими в ігровій кар'єрі футболіста — він почав залучатися до складу національної збірної України, тричі обирався до переліку «33 найкращі футболісти України».
Однак із початку сезону сезону 2006-07 втратив місце в основному складі «Дніпра» і його другу половину розпочав вже в новій команді, криворізькому «Кривбасі». У Кривому Розі відіграв 2½ роки, причому в останньому сезоні узяв участь лише у 7 з 30 матчів команди в чемпіонаті.
Останнім клубом професійної кар'єри гравця стала луцька «Волинь», до якої він приєднався влітку 2009, однак не провів у її складі жодного офіційного матчу. Згодом грав на аматорському рівні, зокрема, разом з партнером по професійних клубах Олександром Мелащенком, за команду «Нове Життя» з села Андріївка, Машівського району Полтавщини. Пізніше виступав за ветеранську команду «Інтеркас» (Київ) та ветеранів київського «Динамо».
Після цього протягом тривалого часу працював дитячим тренером у ДЮФШ «Динамо» ім. В. Лобановського, виховуючи молоде покоління футболістів. Помер 7 лютого 2023 року.

## Виступи за збірні
Після переходу до київського «Динамо» влітку 1997 року отримав виклик до молодіжної збірної України, у складі якої провів дві гри.
Згодом, уже як гравця «Дніпра», його почали викликати до національної збірної України, у складі якої дебютував 21 березня 2002 року в товариській зустрічі проти збірної Японії. Останнім матчем у національній збірній стала також гра з японцями — 12 жовтня 2005 року. Усього за цей період взяв участь у 17 іграх головної команди України.

### Матчі у складі збірної України
| Дата       | Місто             | Господарі            | Результат               | Гості              | Турнір                                        | Голи | Примітки         |
| ---------- | ----------------- | -------------------- | ----------------------- | ------------------ | --------------------------------------------- | ---- | ---------------- |
| 21/03/2002 | Осака             | Японія               | 1 – 0                   | Україна            | товариський матч                              | -    | Вийшов на 46'    |
| 12/10/2002 | Київ              | Україна              | 2 – 0                   | Греція             | Відбір до ЧЄ 2004                             | -    | Вийшов на 25'    |
| 16/10/2002 | Белфаст           | Північна Ірландія    | 0 – 0                   | Україна            | Відбір до ЧЄ 2004                             | -    |                  |
| 20/11/2002 | Братислава        | Словаччина           | 1 – 1                   | Україна            | товариський матч                              | -    | Замінений на 46' |
| 12/02/2003 | Ізмір             | Туреччина            | 0 – 0                   | Україна            | товариський матч                              | -    | Вийшов на 62'    |
| 02/04/2003 | Київ              | Україна              | 1 – 0                   | Латвія             | товариський матч                              | -    | Замінений на 74' |
| 30/04/2003 | Копенгаген        | Данія                | 1 – 0                   | Україна            | товариський матч                              | -    | Вийшов на 46'    |
| 07/06/2003 | Львів             | Україна              | 4 – 3                   | Вірменія           | Відбір до ЧЄ 2004                             | -    | Вийшов на 57'    |
| 11/10/2003 | Київ              | Україна              | 0 – 0                   | Північна Македонія | товариський матч                              | -    |                  |
| 28/04/2004 | Київ              | Україна              | 1 – 1                   | Словаччина         | товариський матч                              | -    |                  |
| 18/08/2004 | Ньюкасл-апон-Тайн | Англія               | 3 – 0                   | Україна            | товариський матч                              | -    | Вийшов на 64'    |
| 04/09/2004 | Копенгаген        | Данія                | 1 – 1                   | Україна            | Відбір до ЧС 2006                             | -    | Вийшов на 83'    |
| 30/03/2005 | Київ              | Україна              | 1 – 0                   | Данія              | Відбір до ЧС 2006                             | -    | Вийшов на 84'    |
| 04/06/2005 | Київ              | Україна              | 2 – 0                   | Казахстан          | Відбір до ЧС 2006                             | -    | Замінений на 46' |
| 15/08/2005 | Київ              | Україна              | 0 – 0 д.ч. (3 - 5 п.п.) | Ізраїль            | Кубок Лобановського 2005 — півфінал           | -    | Вийшов на 58'    |
| 17/08/2005 | Київ              | Сербія та Чорногорія | 1 – 2                   | Україна            | Кубок Лобановського 2005 — матч за 3-тє місце | -    | Вийшов на 67'    |
| 12/10/2005 | Київ              | Україна              | 1 – 0                   | Японія             | товариський матч                              | -    | Вийшов на 46'    |
| Усього     |                   | Матчів               | 17                      |                    | Голів                                         | 0    |                  |

## Досягнення та нагороди

### Командні
- Чемпіон України: 1997-98
- Володар Кубка України: 1997-98

### Особисті
- Медаль «За працю і звитягу» (2006)[6]
- Майстер спорту міжнародного класу (2005)
- Включений до переліку «33 найкращі футболісти України» (3): 2003, 2004, 2005